# Faedis

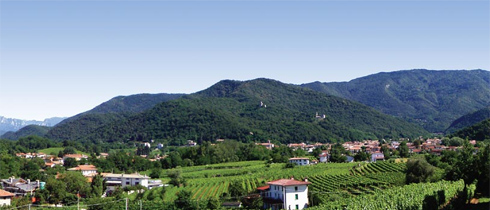
Faedis

Faedis (Sloveens: Fojda) is een gemeente in de Italiaanse provincie Udine (regio Friuli-Venezia Giulia) en telt 3101 inwoners (31-12-2004). De oppervlakte bedraagt 46,6 km², de bevolkingsdichtheid is 67 inwoners per km².

## Demografie
Faedis telt ongeveer 1282 huishoudens. Het aantal inwoners steeg in de periode 1991-2001 met 1,9% volgens cijfers uit de tienjaarlijkse volkstellingen van ISTAT.
| Jaar | Inwoneraantal |
| ---- | ------------- |
| 1991 | 3013          |
| 2001 | 3070          |

## Geografie
Faedis grenst aan de volgende gemeenten: Attimis (Sl.: Ahten, Friulaans: Datimis) , Kobarid (Slovenië), Moimacco (Fr.: Muimans) , Povoletto (Fr.: Paulêt), Pulfero (Sl.: Podbonesec), Remanzacco (Fr.: Remanzâs), Taipana (Sl.: Tipana), Torreano (Sl.: Tovorjana).

## Geboren
- Luigi Pellizzo 1860-1936), bisschop van Padua en titulair aartsbisschop van Damietta